# Théâtre océanien de la Première Guerre mondiale
Première Guerre mondiale
Batailles
- Bataille de Papeete
- Combat des îles Cocos
- Bataille de Bita Paka
- Siège de Toma
- Raid sur Fanning
- Bataille de Micronésie
- Campagne de Nouvelle-Guinée (1914)

L'Océanie a été le théâtre de combats, souvent oubliés des historiens, au cours de la Première Guerre mondiale. Ces combats concernent des zones géographiques dispersées en Océanie, correspondant principalement à la Nouvelle-Guinée allemande, aux îles Samoa allemandes, aux États fédérés de Micronésie, à la Polynésie française et à l'île de Guam.

## Situation militaire dans les colonies allemandes en août 1914
En août 1914, à la veille de l'attaque des alliés sur les colonies allemandes d'Océanie, le gouverneur général Eduard Haber ne dispose pour défendre celles-ci que d'un millier d'hommes, des troupes coloniales, deux patrouilleurs peu armés, 150 marins, et de trois vieux canons en Nouvelle-Guinée. Sauf à Rabaul, la capitale de ces territoires clairsemés, où la garnison compte 360 hommes, le reste de ses troupes sont réparties en très petites unités. Quant à leur fidélité à l'Empire Allemand, elle est assez faible dans les îles de Micronésie secouées par les rébellions Sokehs en 1910-1911, mais bien plus forte chez les Mélanésiens de Nouvelle-Guinée qui combattront les Australiens durant toute la campagne de Nouvelle-Guinée.

## Batailles et principaux événements
- 29-30 août 1914 : débarquement néo-zélandais aux îles Samoa. Face à quatre croiseurs et au débarquement de 1 400 soldats néo-zélandais, la garnison allemande, qui compte à peine 100 hommes, n'oppose quasiment aucune résistance (4 morts côté néo-zélandais). 87 soldats Allemands sont faits prisonniers et envoyés au camp d'internement de l'île Motuihe (en).
- 6 septembre 1914 : raid allemand sur l'île britannique de Fanning (îles de la Ligne).
- 9 septembre 1914 : 2 jours avant le débarquement en Nouvelle-Guinée, 25 marins australiens débarquent à Nauru à l'aube et dans le plus grand secret afin de s'emparer de la station radio de l'île, relai essentiel de communication entre les différentes garnisons allemandes des îles. En moins de 2 heures et sans tirer un seul coup de feu, les Australiens obtiennent la reddition du gouverneur de l'île et de sa garnison de dix hommes.
- 11 septembre 1914 : bataille de Bita Paka, 1 500 soldats australiens débarquent en Nouvelle-Guinée et engagent le combat contre 350 soldats allemands (voir Force expéditionnaire terrestre et navale australienne), 37 morts, 16 blessés, 75 soldats allemands capturés.

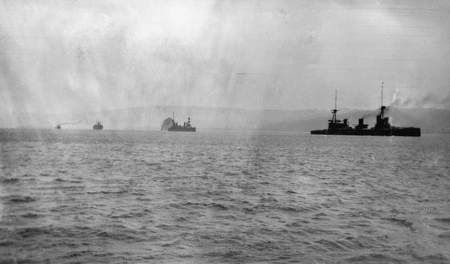
Flotte australienne passant au large de Rabaul juste avant le débarquement, 1914.

- 14 septembre 1914 : la flottille allemande du Pacifique sud coule le sous-marin australien AE1 au large de Rabaul (29 morts).
- 14–17 septembre 1914 : siège de Toma (Nouvelle-Guinée). À court de vivres, bombardés quotidiennement par le croiseur HMAS Encounter, encerclés par plusieurs centaines de soldats australiens, les 150 soldats allemands de la garnison de Toma finissent par se rendre après plusieurs jours de siège. Le gouverneur Eduard Haber espérait l'arrivée de renforts. À la suite de la reddition des soldats allemands de Nouvelle-Guinée, ces derniers, environ 300 hommes, sont envoyés en Australie et sont internés dans des camps de prisonniers jusqu'à la fin de la guerre.
- 17 septembre 1914 - 5 janvier 1919 : en Nouvelle-Guinée, plusieurs dizaines de soldats allemands refusant de se rendre s'enfuient dans la jungle et tentent de monter des actions de guérilla avec le soutien de colons allemands et d'une partie de la population.
- 22 septembre 1914 : au cours de la bataille de Papeete, les croiseurs allemands Scharnhorst et Gneisenau bombardent la ville avant de rejoindre l'escadre d'Extrême-Orient au large du Chili.
- 24 septembre 1914 : prise du port de Madang en Nouvelle-Guinée par les troupes australiennes après la fuite de la petite garnison allemande qui embarque à bord du croiseur Cormoran qui, échappant aux navires australiens, réussit à rejoindre sans dommages les deux autres croiseurs de la flottille allemande du Pacifique sud.
- 29 septembre - 3 octobre 1914 : débarquement japonais aux îles Marshall. Combats.

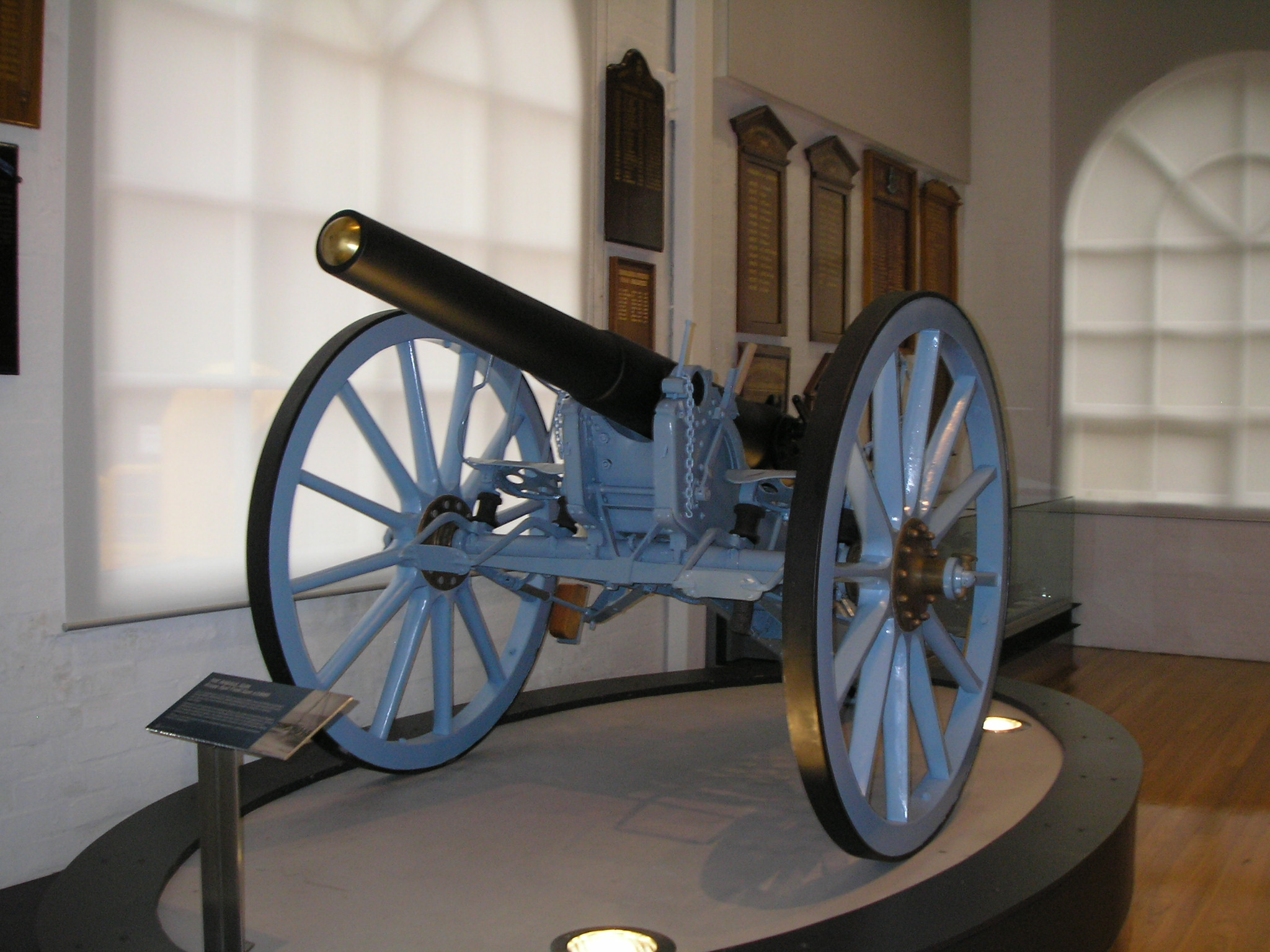
Pièce d'artillerie allemande capturée par les Australiens pendant la campagne de Nouvelle-Guinée en 1914.

- 2 octobre 1914 : un croiseur britannique bombarde le centre de communication de l'île de Yap aux États fédérés de Micronésie faisant plusieurs victimes au sein de la garnison allemande.
- 3-7 octobre 1914 : Bataille de Micronésie : 2 000 soldats Japonais débarquent aux États fédérés de Micronésie, combats. Le 7 octobre 1914, l'équipage du patrouilleur SMS Planet débarque du navire au large de l'île de Yap pour éviter d'être capturé par les forces navales japonaises placées sous le commandement du contre-amiral Tatsuo Matsumura, non sans avoir au préalable sabordé le navire afin de bloquer l'entrée du port de Colonia aux navires japonais. Les 87 marins Allemands se réfugient dans la jungle. L'équipage ne sera récupéré que le 30 octobre par le croiseur Allemand SMS Cormoran de la flottille du Pacifique Sud.
- Octobre 1914 : débarquement australien aux îles Salomon.
- Octobre - 9 novembre 1914 : la flottille allemande du Pacifique Sud coule 18 navires marchands, 1 croiseur japonais et 1 destroyer australien.
- 6 novembre 1914 : un contingent australien occupe officiellement Nauru.
- 9 novembre 1914 : lors du combat des îles Cocos, le croiseur allemand SMS Endem est coulé par le croiseur australien HMAS Sydney, le commandant Karl Von Müller (en) est fait prisonnier (140 morts).
- 7 avril 1917 : sabordage du SMS Cormoran.
- 5 janvier 1919 : les 24 derniers soldats allemands de Nouvelle-Guinée commandés par le capitaine Hermann Detzner se rendent à l'armée australienne.

Les zones d'influence en Océanie autour de 1914.
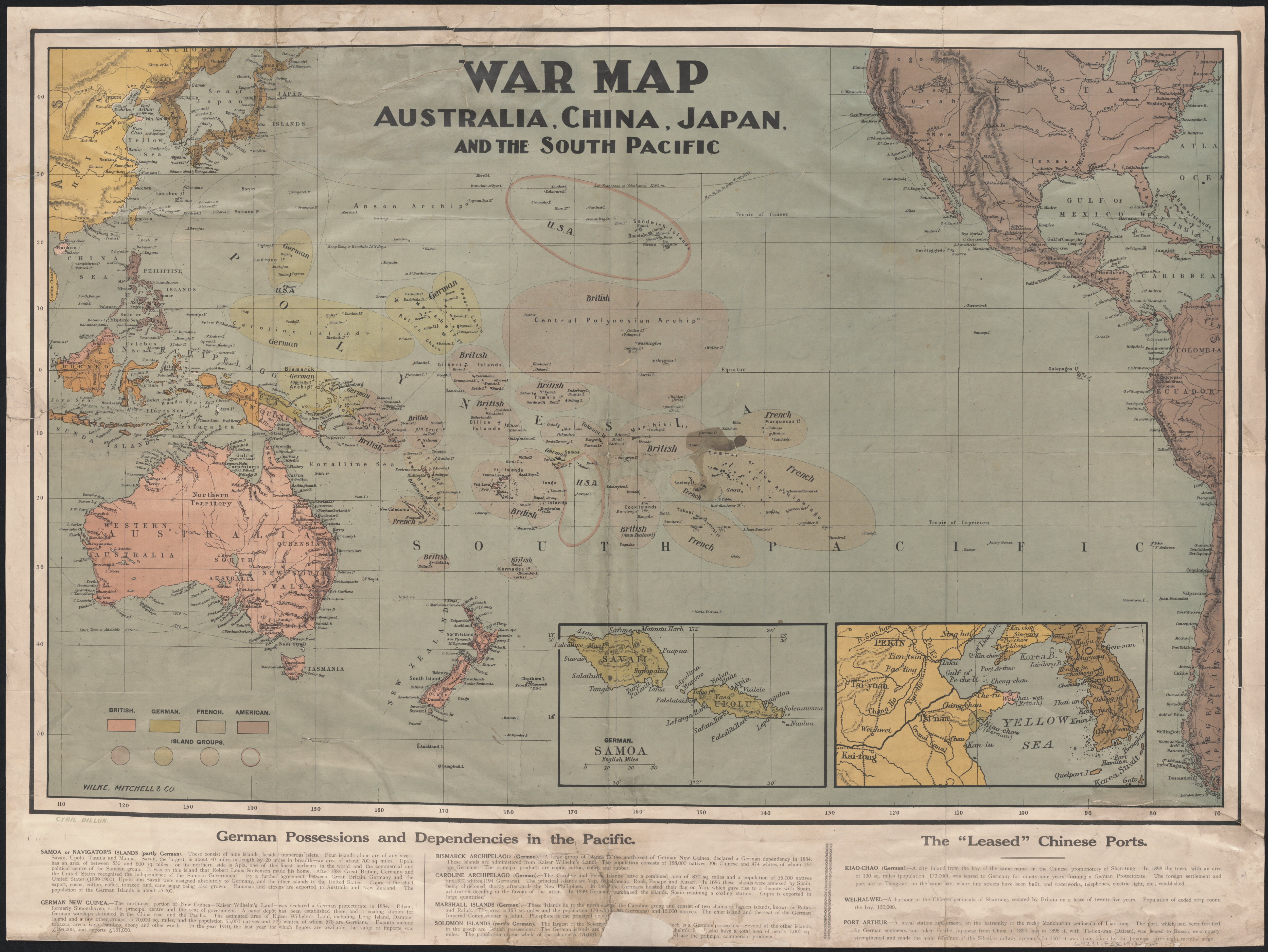
L'inquiétude autour des possessions allemandes en Océanie : carte militaire australienne de 1914.

## Ordre de bataille
| Environ 2 000 hommes répartis ainsi : Flottille allemande du Pacifique Sud, détachée de l'escadre d'Extrême-Orient commandée par le commandant Karl Von Müller (en) constituée de 3 croiseurs. - SMS Endem, navire-amiral - SMS Cormoran - SMS Geier Environ 900 hommes. Armée allemande de Nouvelle-Guinée commandée par les capitaines Hermann Detzner et Hans Wuchert : environ 500 hommes, équipée de plusieurs canons, 1 patrouilleur, le SMS Komet. Garnison allemande des îles Samoa : moins de 100 hommes. Garnison allemande de Micronésie : environ 400 hommes dont les 87 marins du patrouilleur SMS Planet. Garnison allemande de Nauru : 10 hommes |  | Alliés France Croiseur Montcalm , participe au débarquement des îles Samoa. Canonnière Zelée , coulée lors de la bataille de Papeete . Garnison de Polynésie française. Environ 1 000 hommes . Royaume-Uni de Grande-Bretagne et d'Irlande Trois croiseurs, participent au débarquement des îles Samoa : HMS Philomel HMS Pyramus HMS Psyche Environ 1 200 hommes . Australie Flotte australienne du Pacifique commandée par le vice-amiral George Patey (en) . Quatre croiseurs. HMAS Australia , navire-amiral. HMAS Sydney . HMAS Encounter . HMAS Melbourne . Trois destroyers. HMAS Warrego . HMAS Parramatta . HMAS Yarra . Quatre sous-marins. AE1, coulé au large de Rabaul. AE2. Protector Upolu Environ 3 000 hommes dont les 2 000 hommes de la Force expéditionnaire terrestre et navale australienne . Nouvelle-Zélande Environ 1 400 hommes . Japon Trois croiseurs : Tokiwa . Yakumo . Chikuma . Environ 2 500 hommes . États-Unis (à partir de 1917) Un croiseur. USS Supply Environ 400 hommes. |

## Bilan et conséquences
Entre 800 et 1 200 soldats perdent la vie sur le front océanien, et un nombre inconnu de civils du fait des bombardements (Papeete, Yap, etc.), des dix-huit navires marchands coulés par la flottille allemande du Pacifique sud, et des représailles australiennes en Nouvelle-Guinée.
La plus grande partie des combats a lieu du 29 août au 9 novembre 1914, date de la disparition de la flottille allemande du Pacifique Sud. En Nouvelle-Guinée, les Australiens doivent cependant faire face à la résistance imprévue de quelques dizaines de soldats allemands qui, depuis la jungle, organisent des attaques de guérillas (préfigurant celles à plus grande échelle de la guerre du Pacifique à venir). Malgré la présence de 1 500 soldats australiens, les alliés ne peuvent jamais en venir à bout. Devant cette menace, l'armée australienne, déjà suspectée d'avoir exécuté des soldats Mélanésiens durant la bataille de Bita Paka, n'hésite pas à instaurer des mesures de représailles envers les colons allemands et la population locale soupçonnés de soutenir les soldats allemands, notamment des bastonnades et flagellations en place publique,. C'est ainsi que les soldats allemands de Nouvelle-Guinée sont les derniers soldats des empires centraux à se rendre le 5 janvier 1919. L'armée de l'Empire allemand compte 54 soldats disparus, tous en Nouvelle-Guinée allemande : après un long oubli, ils sont déclarés décédés par les autorités de l'Allemagne fédérale en 1965[réf. nécessaire].
Le Japon hérite de la Micronésie, la Nouvelle-Zélande des îles Samoa, l'Australie de la Nouvelle-Guinée et des îles Salomon. Bien que, en termes d'effectifs, le front océanien est le moins important de la Première Guerre mondiale – moins de 10 000 soldats alliés affrontant moins de 2 000 soldats allemands –, les gains territoriaux des différentes nations alliées s'avèrent ensuite d'une grande importance stratégique dans la guerre du Pacifique à venir.
En décembre 2017, la marine australienne retrouve l'épave du sous-marin AE1 coulé en 1914.

### Films documentaires
- 2014, Pascale Berlon Salmon, Maxime Destremau, un destin polynésien, Polynésie La Première.